# 고쿠부 류지
고쿠부 류지(일본어: 國分 龍司, 2000년 10월 4일~)는 일본의 축구 선수이다.

## 구단 경력
그는 2023년 J3리그의 마쓰모토 야마가 FC에 입단했다.